# شماره ۱۷ سهیلا
شمارۀ ۱۷ سهیلا فیلمی به کارگردانی و نویسندگی محمود غفاری و تهیه‌کنندگی سید امیر سیدزاده محصول سال ۱۳۹۵ است. البته به اشتباه برخی رسانه ها این فیلم را اولین ساخته محمود غفاری عنوان کرده اند؛ اما "این یک رویاست" اولین فیلم بلند اوست؛ و شمارۀ ۱۷ سهیلا اولین فیلمی است که مجوز نمایش گرفته و در سینماهای ایران اکران شده است. این کارگردان در گفتگو با رسانه ها دلیل این اتفاق را چنین توضیح می‌دهد:(همه تعجب می‌کردند که چطور توانستم برای چنین موضوعی مجوز بگیرم و نمی‌دانستند که من چه مراحلی را طی کردم و دو فیلم زیرزمینی ساختم که در ازای به نمایش نگذاشتن؛ آن‌ها راضی به اکران این کار شدند).

## داستان
«شماره ۱۷ سهیلا» روایت‌کننده داستان دختری میانسال است که زمان ازدواج او به تأخیر افتاده و با توجه به مشکل ژنتیکی که دارد در تلاش است که هر چه سریعتر ازدواج کند تا...

## بازیگران
| بازیگر         | نقش            |
| -------------- | -------------- |
| زهرا داوودنژاد | سهیلا          |
| مهرداد صدیقیان | مسعود          |
| بابک حمیدیان   | بهرام          |
| احسان امانی    | مرتضی          |
| کرامت رودساز   | مدیر کلاس      |
| فریدون محرابی  | خواستگار سهیلا |

## جوایز
- حضور در بخش مسابقه سی و پنجمین دوره جشنواره فیلم فجر
- نامزد دریافت جایزه بخش خلاقیت و استعداد درخشان جش انجمن منتقدان و نویسندگان سینمایی ایران (۱۳۹۶)
- دریافت جایزه استعداد درخشان. آکادمی سینما سینما (۱۳۹۸)
- (جایزه بهترین فیلم از جشنواره فیلم های ایرانی کلن آلمان)
- (کاندید بخش مسابقه جشنواره فیلم مرزی)
- (جایزه بهترین فیلم از سیزدهمین دوره جشنواره فیلم ژنو سوییس)
- نامزد بهترین بازیگر نقش اول زن در نوزدهمین جشن حافظ

- (حضور در مسابقه جشنواره پیشین فیلم استرالیا)
- (تقدیر بهترین بازیگر زن از جشنواره های خارجی)

### بیستمین جشن سینمای ایران
| بخش                      | نامزد          | نتیجه    | جایزه         |
| ------------------------ | -------------- | -------- | ------------- |
| بهترین بازیگر نقش اول زن | زهرا داوودنژاد | نامزدشده | تندیس شایستگی |